# Одинцовские курганы
Одинцо́вские курга́ны — славянские курганные захоронения XI—XIII веков, находящиеся в Подушкинском лесопарке и входящие в территорию Спортивного парка отдыха им. Героя России Ларисы Лазутиной. Комплексу присвоена федеральная категория особо охраняемого объекта. Предположительно является небольшим кладбищем местного населения — курганную насыпь традиционно возводили над телом усопшего соплеменника или остатками его кремации.

## Общая информация
Комплекс включает в себя 19 курганных групп и одиночных курганов общей численностью более 300 насыпей, и шесть синхронных им поселений открытого типа. Также в состав археологического комплекса входят пять селищ эпохи Московского государства.
Это типичные для Подмосковья погребальные сооружения полусферической или сегментовидной формы, диаметром 5-15 м, высотой 0,5 −2,5 м. Вокруг насыпей фиксируются кольцевые или полукольцевые ровики, часто с небольшими земляными перемычками. Умершего человека укладывали на поверхность земли, предварительно «очищенную» огнём, затем окапывали его кольцевым ровиком. Земля из ровиков использовалась для формирования насыпи.
В курганах захоронены останки одного, реже двух и более человек, в сопровождении небогатого погребального инвентаря. У мужчин это детали и элементы ремней и поясов, иногда бронзовые или медные перстни на пальцах рук, в женских погребениях встречаются ювелирные украшения и металлические элементы головного убора. У тех и у других встречены железные ножи (как правило, небольшого размера). В ранних погребениях часто находят керамические сосуды для заупокойной пищи. Для поздних насыпей вещевой инвентарь уже представляет редкость.
Среди Одинцовских курганов отмечены насыпи необычных форм и конструкций. Например, в составе группы «Одинцово-VII» раскопаны курганы усечённо-конической формы с плоской площадкой на вершине. Насыпи сооружались в несколько этапов, в перерывах на них устраивались игрища и поминальные тризны, следы которых зафиксированы в процессе раскопок. Встречаются также редкие «семиверхие» курганы. Они состоят из нескольких слившихся вместе насыпей, с несколькими отдельными вершинами. Исследования показали, что захоронение находится только под центральной насыпью, остальные «приложены» к ней, но насыпались по такой же схеме. В других группах комплекса такие курганы не отмечены.
Зафиксированы необычные детали погребального обряда: большое количество разбитой при погребении керамической посуды; нехарактерный состав вещей в захоронениях (инструментарий, детали интерьера, женские вещи у мужчин); редкие категории находок. Среди славянских этнических украшений отмечены височные кольца вятичей и кривичей.

## Научные исследования
Курганы исследовались археологической экспедицией Музея истории и реконструкции Москвы под руководством Александра Векслера Архивная копия от 24 декабря 2014 на Wayback Machine в 1958—1971 годах. В 1994—1996 годах обследования в бассейне Самынки проводили сотрудники института археологии Российской академии наук (ИА РАН), а в 2006 году — экспедиция Звенигородского историко-архитектурного и художественного музея.
На основании раскопок учёными реконструирован погребальный обряд XI—XIII веках, получены данные по антропологии, этнографии, материальной и духовной культуре местного населения, плотности заселения этих территорий, её динамика и специфика.

## Основные курганные группы

### «Одинцово-VI»
Самая большая курганная группа. Занимает мысовую часть берега реки Самынки, находится в устье оврага.
Курганная группа появилась на старопахотном участке, что подтверждено почвоведческими исследованиями, в финальный период своего существования она «захватила» часть ближайшего поселения. Является долговременным кладбищем местного населения. По материалу из раскопок датируется XI—XIII вв.
До начала раскопок в составе группы насчитывался 101 курган. Часть из них имела форму сегмента или полусферы, часть — в виде правильного или усечённого конуса, некоторые — полуэллипсоидную форму. Также в составе группы фиксировались курганы более сложного устройства, слитные из нескольких насыпей. Диаметр курганов колебался в пределах от 3,4 м до 14,5 м, высота 0,3-2,6 м. Некоторые насыпи имели повреждения.
Первые раскопки курганов начались в 1958 году экспедицией Музея истории и реконструкции Москвы под руководством Александра Векслера, которая на протяжении нескольких полевых сезонов исследовала 24 насыпи. Мужские и женские погребения совершены по обряду ингумации, на поверхности горизонта, с западной, северо-западной или северо-восточной ориентировкой, в сопровождении погребального инвентаря или без него, часты находки керамических сосудов или их обломков.
Среди находок — семилопастные височные кольца, в том числе решётчатое и с прочерченным ромбиком на лопасти, бусы, шейные гривны, браслеты, перстни, железные ножи, обломок цилиндрического замка, скоба, поясные пряжки и кольца, шиферные пряслица, точильный брусок, каменный пест, деревянная ложка. Коллекция поступила на хранение в Музей Москвы.

### «Одинцово-XI»
Средней величины курганный комплекс. Насчитывает шесть насыпей: 5 полусферической формы, с ровиками в основании, одна — неправильной формы, слившаяся из нескольких.
Часть насыпей была повреждена грабительскими раскопками. Археологические исследования не проводились.